# Кингсфорд, Роберт
Роберт Кеннет Кингсфорд (англ. Robert Kenneth Kingsford; 23 декабря 1849, Лондон — 7 сентября 1895, Гернси, Гернси) — английский футболист, нападающий; крикетист.

## Биография
Роберт Кингсфорд родился 23 декабря 1849 года в лондонском районе Сиденхем-Хилл.
Окончил колледж Мальборо, выступал за его футбольную команду. Изучал право.
Играл на позиции нападающего. Был игроком «Олд Мальбурианс». В 1872—1875 годах выступал за «Уондерерс», в составе которых в 1873 году завоевал Кубок Англии. Провёл за команду 18 матчей, забил 10 мячей. Пять из них 31 октября 1874 года отправил в ворота «Фарнингема».
Кроме того, выступал за «Кристал Пэлас» и сборную футбольной ассоциации графства Сарри.
С 1874 года стал секретарём «Уондерерс».
7 марта 1874 года провёл единственный матч за сборную Англии. В товарищеском поединке англичане в Партике проиграли сборной Шотландии — 1:2, Кингсфорд открыл счёт на 25-й минуте.
Также играл в крикет за Суррей, в 1872—1874 годах провёл 3 первоклассных матча на позиции уикет-кипера.
Впоследствии эмигрировал в Австралию. Жил в Аделаиде, однако затем вернулся и поселился на острове Гернси, откуда была родом его жена.
Умер 14 октября 1895 года на острове Гернси.

## Достижения

### Командные
«Уондерерс»
- Обладатель Кубка Англии: 1872/73